# Greater Taree
Greater Taree var en kommun i Australien. Den låg i delstaten New South Wales, i den sydöstra delen av landet, omkring 250 kilometer nordost om delstatshuvudstaden Sydney.
Kommunen upphörde den 12 maj 2016 då den slogs samman med Gloucester Shire och Great Lakes Council för att bilda det nya självstyresområdet Mid-Coast Council.
Följande samhällen ingick i Greater Taree:
- Taree
- Old Bar
- Harrington
- Cundletown
- Pampoolah
- Coopernook
- Rainbow Flat
- Johns River
- Mitchells Island
- Dyers Crossing
- Killawarra
- Marlee
- Moorland
- Oxley Island
- Krambach
- Mount George

I övrigt fanns följande i Greater Taree:
- Halvöar:
  - Crowdy Head (en udde)
  - Diamond Head (en udde)

- Berg:
  - Blue Knob (ett berg)
  - Blue Top Mountain (ett berg)
  - Bucklebore Mountain (ett berg)
  - Cockspur Mountain (ett berg)
  - Dingo Peak (en bergstopp)
  - Frosts Peak (en bergstopp)
  - Jamey Johnsons Peak (en bergstopp)
  - Johnston Peak (en bergstopp)
  - Juhle Mountain (ett berg)
  - Khatabundah Mountain (ett berg)
  - Killabakh Mountain (ett berg)
  - Kiwarric Mountain (ett berg)
  - Krambach Mountain (ett berg)
  - Mount Adventure (ett berg)
  - Mount Bally (ett berg)
  - Mount Coxcomb (ett berg)
  - Mount Cross (ett berg)
  - Mount Cundle (ett berg)
  - Mount Ganghat (ett berg)
  - Mount Goonook (ett berg)
  - Mount Hoad (ett berg)
  - Mount Pipanpinga (ett berg)
  - Mount Pleasant (ett berg)
  - Mount Talawahl (ett berg)
  - Nesbitts Peak (en bergstopp)
  - Robinsons Mountain (ett berg)
  - Sandy Knob (ett berg)
  - Snowy Mountain (ett berg)
  - South Brother (ett berg)
  - Terrabanella Top (ett berg)
  - Tiparary Mountain (ett berg)
  - Vincents Lookout (ett berg)